# Лілль (аеропорт)
Аеропорт Лілль (фр. Aéroport de Lille (IATA: LIL, ICAO: LFQQ)) — аеропорт, розташований у Лескені, за 7 км SSE від міста Лілль, Франція.

## Авіалінії та напрямки
| Авіакомпанія        | Пункт призначення |
| ------------------- | --- |
| Aegean Airlines     | Сезонний: Афіни |
| Air Algérie         | Алжир, Оран |
| Air France          | Бордо, Брест-Бретань, Ліон, Марсель, Нант, Ніцца, По, Страсбург, Тулуза |
| easyJet             | Бордо, Фару, Лісабон, Нант, Неаполь, Ніцца, Тулуза, Венеція Сезонний: Біарриц |
| easyJet Switzerland | Женева |
| Nouvelair           | Сезонний: Джерба |
| Ryanair             | Порту, Тулуза (з 29 жовтня 2019) |
| SmartWings          | Сезонний: Іракліон, Фару, Пальма-де-Мальорка, Родос, Тенерифе-Південний |
| TUI fly Belgium     | Сезонний: Агадір, Анталія (з 3 травня 2019), Джерба, Енфіда (з 4 травня 2019), Іракліон, Ібіца (з 5 травня 2019), Ізмір (з 3 травня 2019), Малага (з 8 квітня 2019), Марракеш, Палермо, Пальма-де-Мальорка (з 16 квітня 2019), Родос, Тенерифе-Південний (з 6 квітня 2019) |
| Volotea             | Сезонний: Аяччо, Бастія, Фігарі, Пальма-де-Мальорка |
| Vueling             | Сезонний: Барселона, Пальма-де-Мальорка |
| XL Airways France   | Сезонний: Мартиніка |